# Poso m'aresei
Poso m'aresei (en griego: "Πόσο μ' αρέσει"; en español: "Cómo me gusta") es el primer sencillo del sexto álbum de estudio, en griego, de la cantante sueco-griega Helena Paparizou. La canción comenzó a sonar en las radios griegas el 19 de marzo de 2013. Tanto la música como la letra está escrita por Mihalis "Meth" Kouinelis, componente del grupo griego Stavento.

## Promoción
A pesar del retraso de la canción, el martes 12 de marzo, una semana antes del lanzamiento del sencillo, en las principales radios griegas comenzó a sonar un avance de la canción que rápidamente se extendió por la red. En el MadWalk 2013, Helena Paparizou interpretó el segundo sencillo, "Ena lepto", junto a un remix de "Poso m'aresei" realizado por el Dj griego Lunatic.

### Videoclip
El videoclip oficial de Poso m'aresei se publicó en Youtube el 15 de abril de 2013, el mismo día que también se publicó el remix oficial del sencillo. Tras la publicación del videoclip se despertaron numerosas opiniones positivas y negativas por el contenido sexual del mismo, ya que en dos escenas se aprecian pechos de mujeres desnudos. Por ese motivo el video fue retirado de YouTube varias veces. Actualmente puede verse en esa misma red siempre y cuando se tenga la mayoría de edad.
En el videoclip se muestra el lado más sensual de Helena visto hasta ahora. Al inicio de éste observamos a Helena tomando medidas y peso a unas chicas. También se observa a una mujer tocando el piano, que por su apariencia ya se aprecia que es la dueña de la mansión-burdel. El videoclip muestra cómo es el día a día de estas mujeres en la mansión. Una vez las chicas están arregladas, llegan los clientes y se observa una serie de escenas sensuales ralentizadas, alternándose con escenas de Helena cantando parte de la canción. Al acabar el servicio, los clientes se marchan, y en una gran mesa presidida por Helena, las chicas brindan por la buena labor que han realizado. 
El estilo del videoclip es muy clásico, con un ambiente inspirado en la década de 1950 palpable en el vestuario de las chicas, los clientes y el mobiliario de la mansión.

## Posicionamiento
| Listas              | Posiciones |
| ------------------- | ---------- |
| Greek Airplay Chart | 3          |
| Grecia (Top 20)     | 8          |